# Gusselby
Gusselby er et byområde i Lindesbergs kommun i Örebro län i Sverige, beliggende fem kilometer nord for Lindesberg langs med riksväg 68.

## Historie
Gusselby indgik i det gamle Fritidsland Bergslagen, som i starten af 1980'erne blev udvalgt til naturbeskyttelsesområde med det formål at fremme det bevægelige friluftsliv. Beskyttelsesbegrebet ophørte da Miljöbalken (SFS 1998:808) blev indført.